# Lowden (Washington)
Lowden es un área no incorporada ubicada en el condado de Walla Walla en el estado estadounidense de Washington.

## Geografía
Lowden se encuentra ubicado en las coordenadas 46°3′22″N 118°35′9″O / 46.05611, -118.58583.